# Кельменди (племя)

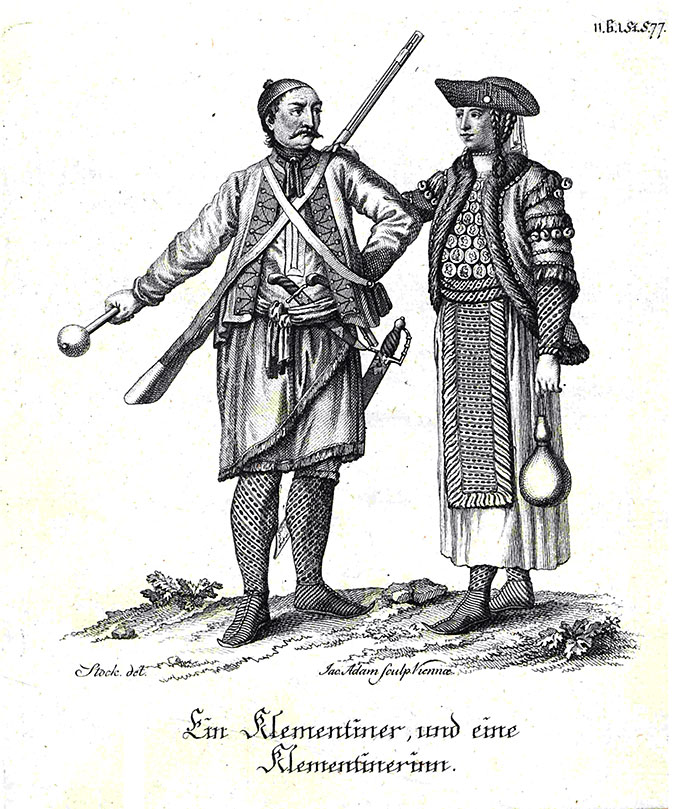
Медная гравюра Кельменди в Среме работы Якоба Адама (1748—1811). Это, возможно, первое изображение фиса Кельменди

Кельменди (алб. Kelmendi, тур. Kelmendi, серб. Клименти) — историческое албанское племя (фис) в регионе Малесия (муниципалитет Кельменд) и Восточной Черногории (часть муниципалитета Гусине). Он расположен в верхней долине реки Джем и её притоков в горном массиве Проклетие в Динарских Альпах. Река Вермош даёт начало в одноимённой деревне, которая является самой северной деревней Албании. Вермош вливается в Плавское озеро.
Кельменди упоминается ещё в XIV веке, а как территориальное племя оно развивается в XV веке. На Балканах они широко известны своим давним сопротивлением Османской империи. Кельменди вели систематические бои и совершали набеги против турок-османов, их набеги на османские владения простирались на север до Боснии и на восток до Болгарии. К XVII веку их численность и сила настолько возросли, что их именем иногда называли все племена Северной Албании и Черногории. Турки-османы несколько раз пытались полностью изгнать их со своей родной территории и насильно расселить в других местах, но община снова и снова возвращалась на свои исконные земли.
Наследие Кельменди можно найти по всему региону. Кельменди находится за долиной реки Джем (Сельце, Вукель, Никч и другие), Гусинье/Гуция (в частности, деревни Вутай, Доли, Мартинай и Гусинье/Гуция) и Плав (Хакай) на востоке в Рожае и на Пештерском высокогорье. В Косово потомки Кельменди живут, в основном, в Руговском ущелье и Западном Косово. В Черногории половина племени Чеклин и часть Кучи, которые поселились там в XVI веке, происходят из Кельменди. Самое северное поселение Кельменди находится в селах Хртковци и Никинци в Среме, когда в 1737 году здесь поселились 1600 албанских католиков-беженцев.

## Название
Название Кельменди происходит от латинского Клеменс. Народная этимология объясняет его как Кол Менди (Николас Умный). Историческое происхождение топонима прослеживается до римского форта Клементиана, который Прокопий Кесарийский упоминает в середине VI века на дороге, соединявшей Шкодер и Призрен. В качестве фамилии он впервые появляется в 1353 году в латинском документе, в котором упоминается dominus Georgius filius Georgii Clementi de Spasso (Лорд Георгий, сын Георгия Клементия Спасского) в Северной Албании.

## География

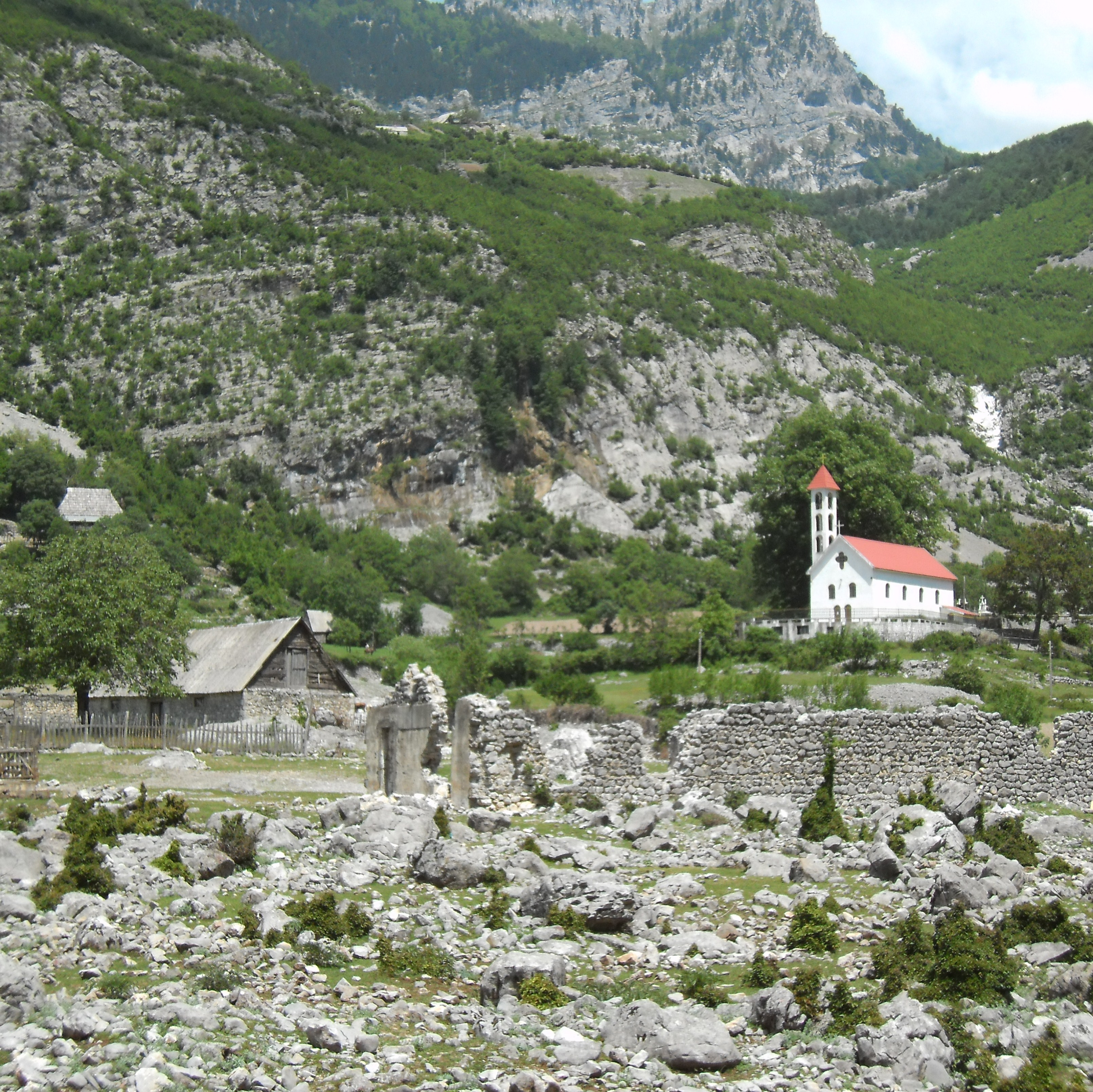
Католическая церковь в Никче

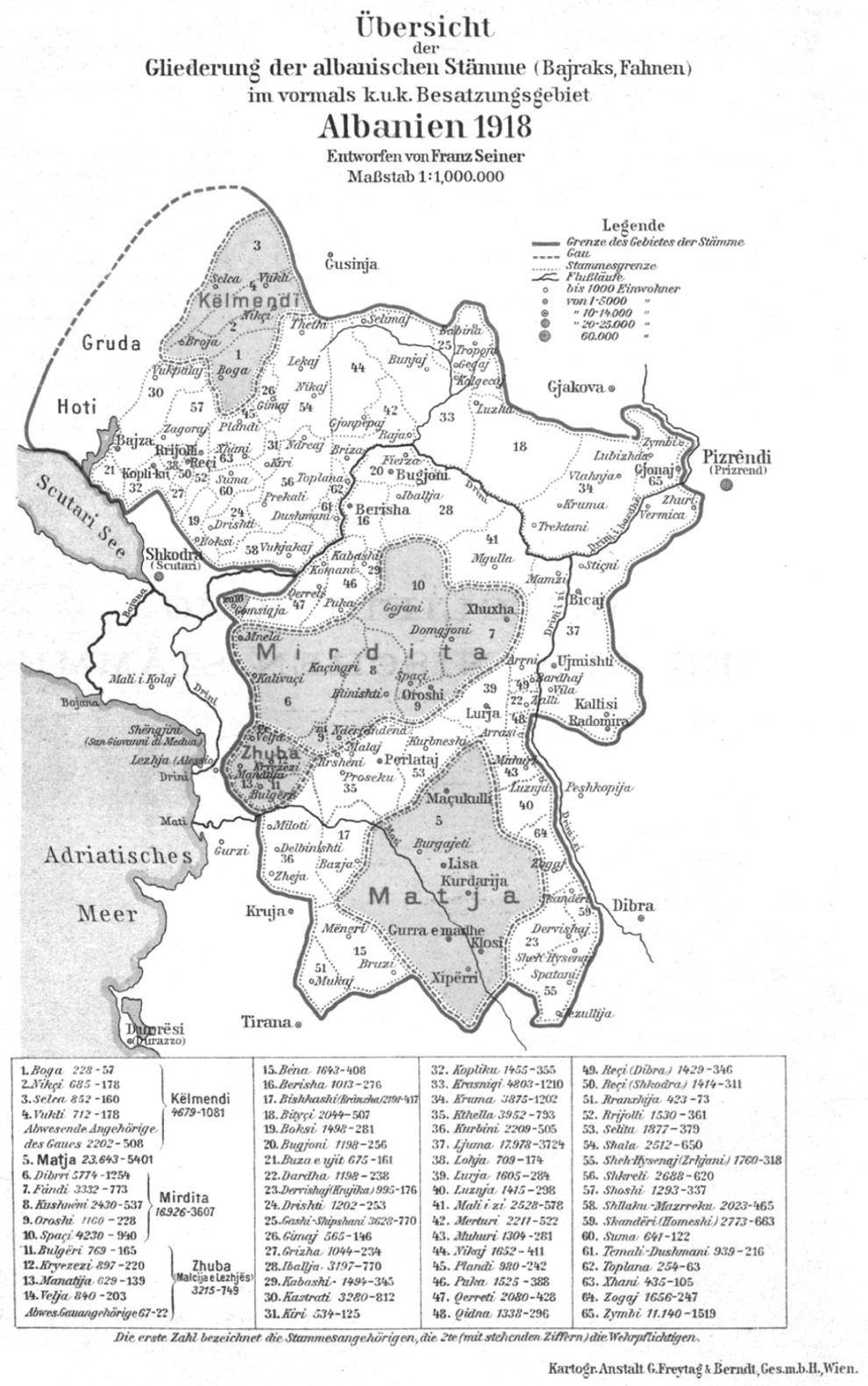
Албанские байраки (племенные союзы) (1918). Байраки Кельменди под номерами 1-4

Регион Кельменди расположен в районе Малесия-э-Мади на севере Албании, в самой северной и изолированной части страны. Он граничит с албанскими племенными районами Груда на западе, Хоти на юго-западе, Бога на юге, Шала на востоке и черногорскими племенными районами Кучи и Васоевичи на севере.

## История

### Происхождение
Существует множество теорий о месте происхождения племени кельменди. До XX века несколько путешественников, историков и священнослужителей записали различные устные традиции и представили свои собственные интерпретации. В наше время архивные исследования обеспечили более исторически обоснованный подход. Хорватский историк Милан Шуффлай в 1920-х годах в венецианских архивах нашёл первое упоминание о Кельменди. Публикация османского дефтера санджака Скутари в 1974 году знаменует собой публикацию первой исторической записи о народе Кельменди, его антропонимии, топонимии и социальной организации.
В первые века существования Кельменди, в XV и XVI веках единственная информация, которая упоминается о них, — это их язык, этническая группа и религия. Так католический епископ Франг Барди пишет в своей переписке с римской курией, что они принадлежат к албанской нации, говорят по-албански, придерживаются наших святых римско-католических верований. Первое сообщение о районе происхождения Кельменди принадлежит францисканскому миссионеру Бернардо да Вероне, который в 1663 году писал, что нелегко комментировать происхождение Кельменди, но уже вошло в обычай говорить, что они произошли от племени Кучи или одного из соседних племен. Второй комментарий о месте происхождения Кельменди появляется в 1685 году в письме католического архиепископа Петера Богдани, который сообщал, что согласно устным преданиям прародитель Кельменди происходил из Верхней Морачи.
Французский консул Гиацинт Геквар (1814—1866) отмечал, что все Кельменди (Клементи) происходят от одного предка, Клеменс или Клемент (по-албански — Кельмент или Кельменд). Францисканский священник в Шкодре, Габриэль рассказал историю о венецианце Клеменсе, который был священником в Венецианской Далмации и Герцеговине, перед тем как укрыться в Албании . Далее рассказывалось, что он происходил из одной из этих двух провинций, и что его встретил в одной из этих провинций пастор из Триепши.
Австрийский дипломат Иоганн Георг фон Хан, известный специалист по албанской культуре, записал в 1850 году наиболее широко распространённую устную традицию о происхождении Кельменди. Согласно ей богатый пастух в районе Триепши (который административно в прошлом входил в состав Кучи) нанял пастухом молодого человека, приехавшего в Триепши из неизвестного региона. У молодого человека был роман с Бумче, дочерью богатого пастуха. Когда она забеременела, они поженились, но поскольку их связь была наказуема, они покинули этот район и поселились на юге, в теперешнем районе Кельменд. Их семь сыновей являются историческими предками поселений Кельменди в Албании и Санджаке. Кола, самый старший из сыновей, основал селение Сельце. Иоганн Георг фон Хан поместил поселение прародителя Кельменди в Бестане, на юге Кельменда.
Югославский антрополог Андрия Йовичевич записал несколько подобных историй об их происхождении. Одна история гласит, что родоначальник племени переселился из Лайкита и Хотита в племя Хоти. Затем из Хоти он переселился в Фундане, деревни Лопаре в Кучи. Вскоре он, расстроенный враждой племен хоти и кучи, покинул эти племена. Когда он жил в Лопаре, он женился на девушке из Триепши, которая последовала за ним. Его звали Амати, а жену — Бумче. По другим сведениям, его звали Клемент, откуда племя и получило своё название. Другая история, которую Йовичевич слышал в Сельце, заключалась в том, что основатель племени Кельменди происходил из племени Пипери, бедняк, который работал слугой у богатого члена племени Кучи, там он согрешил с девушкой из знатной семьи и уехал за реку Джем.
В устной традиции Бумче, жена Кельменди, происходила из братства Бекадж в Триепши.
Первая историческая запись о Кельменди — это османский дефтер о санджаке Скутари 1497 года, который был дополнительным реестром к реестру 1485 года. Подсчёт дворов и собственности было первоначально осуществлено в 1485 году, но Кельменди не фигурируют в реестре, так как они сопротивлялись проникновению османов на их земли . Кельменди он имел 152 домашних хозяйств в двух деревнях, разделенных на пять пастушеских общин (катунд). Катунд из Личени жил в деревне Сельце, в то время как остальные четверо (Лешовик, Мурик, Йоновик, Колемади) жили в деревне Ишпаджа . Главами пяти катундов были: Рабджан сын Коле (Личени), Мараш сын Лазаря (Йоновик), Степан сын Улгаша (Мурик), Луле сын Йергдж (Колемади). Общины Кельменди были освобождены почти от всех налогов, которые поступали в распоряжение новых центральных властей. Из пяти катундов Келменди, в четырёх имя Кеьлменд появляется как отчество (Liçeni, Gjonoviq, Leshoviq, Muriq), указание на родственные связи между ними. Лидер Личени в Сельце Рабджан из Колы вспоминается устная традиция о сыне Кельменда, Коле, который основал Сельце, и у которого было три сына: Vui, Mai и Рабин Кола.

### Османское владычество

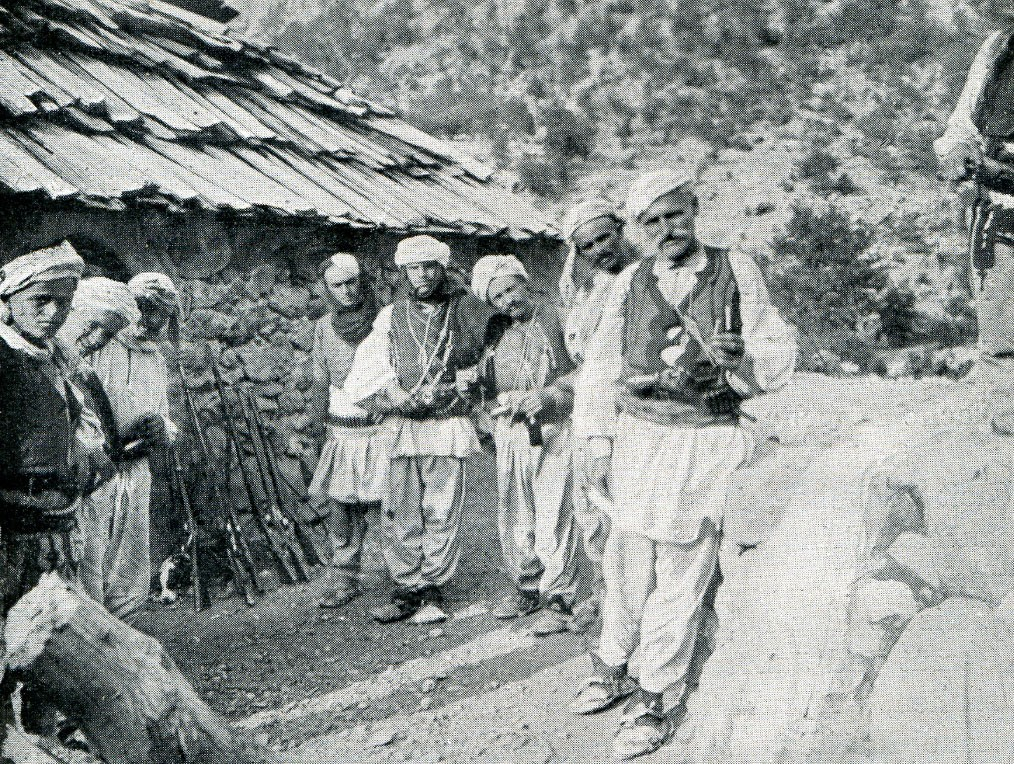
Группа людей Кельменди, 1912 год

Права на самоуправление северных албанских племен, таких как Кельменди и Хоти увеличивался, когда их статус менялся с florici до derbendci, что требовало от горных общин поддерживать и защищать сухопутные маршруты по всей сельской местности, которые соединяли региональные городские центры. Взамен они были освобождены от налогов. Кельменди должны были гарантировать путникам безопасный проезд по маршрутам Шкодра — Западное Косово (Алтун-или) и Медун-Плав.
Уже в 1538 году кельменди снова восстали против турок-османов и, по-видимому, сделали это также в 1565 году, когда племена Кучи и Пипери также подняли восстание. Катунды прошлого столетия либо осели навсегда, либо переселились в другие районы, такие как Лешовик, который двинулся на север и поселился в племени Кучи. Таким образом, население Кельменди в 1582 году было меньше половины по сравнению с 1497 годом. Антропонимия осталась примерно такой же, как и в 1497 году, поскольку большинство имен были албанскими, а некоторые имели славянское влияние. В середине 1580-х годов Кельменди, по-видимому, перестали платить налоги туркам-османам . К этому времени они постепенно стали господствовать над всей Северной Албанией. Они были мобильны и совершали набеги на близлежащие османские владения в Косово, Сербии, Боснии и доходили даже до Пловдива в Болгарии.
Венецианские документы 1609 года упоминают Кельменди, как племена высокогорья Дукаджии и другие, как находящиеся в конфликте с турками-османами в течение четырёх лет подряд. Местные османы не смогли им противостоять и были вынуждены обратиться за помощью к боснийскому паше.
Кельменди был очень хорошо известен в Европе в XVII и XVIII веках из-за его постоянных восстаний против османских властей. Это привело к тому, что имя Кельменди стало синонимом для всех албанских и черногорских племен османских пограничных земель, поскольку они были самой известной общиной этого региона для европейцев. Так, Марино Биззи (1570—1624), архиепископ Бара, пишет в 1610 году, что Кельмендские народы, почти сплошь латинские, говорят по-албански и по-далматински и делятся на десять катунов: Кельменди, Груда, Хоти, Кастрати, Шкрели, Тузи — все католики и Белопавличи, Пипери, Братоносичи, это Далматы и Кучи, из которых одна часть раскольники, а другая часть — католики .

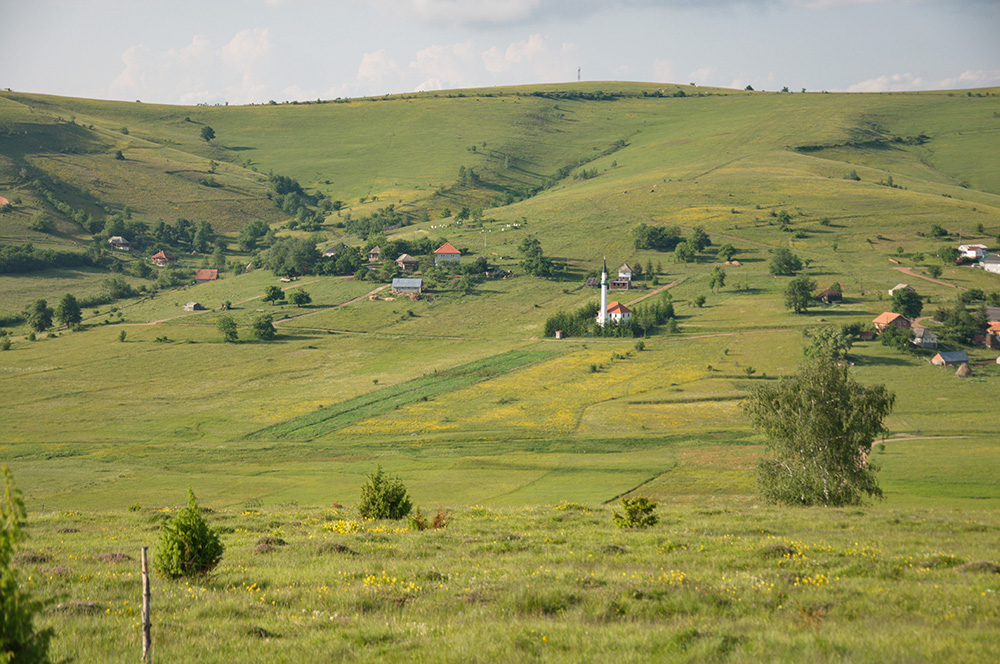
Пештерское плато

Марин Биззи сообщил об инциденте, произошедшем в 1613 году, когда османский военачальник Арслан-паша совершил набег на деревни Кельменди и начал брать пленных, пока не было достигнуто соглашение с кланами Кельменди. Согласно договору, Кельменди должны были сдать пятнадцать своих членов в рабство и выплатить османам дань в размере 1 000 дукатов. Однако пока Арслан-паша ждал уплаты дани, Кельменди устроили засаду на часть его войск и убили около тридцати кавалеристов. После этого инцидента османские войска отступили в Херцег-Нови (Кастельнуово). Мариано Болизза записал о «Клименти» в своём отчёте 1614 года как о деревне римского обряда, описав их как «неутомимый, доблестный и чрезвычайно хищный народ», с 178 домами и 650 вооружёнными людьми под командованием Смаила Пренташева и Педы Сука. В 1614 году они вместе с племенами Кучи, Пипери и Белопавличами направили королям Испании и Франции письмо, в котором утверждали, что они независимы от османского владычества и не платят дани Порте. Столкновения с османами продолжались в течение 1630 года и достигли кульминации в 1637-1638 годах, когда племя отразило нападение османской армии из 12 000 человек (по некоторым источникам 30 000) под командованием Вуци-паши из Боснийского эялета. Потери османов варьировались от 4000 до 6000 человек, основываясь на различных источниках. Когда османский паша из Герцеговины напал на город Котор в 1657 году, албанские племена Кельменди и Белопавличей также участвовали в этой битве .
В Критской войне Кельменди играли тактическую роль между османами и венецианцами. В 1664 году Эвлия Челеби упомянул Кельмендских албанцев среди «неверных воинов», которых он видел на венецианских кораблях в гавани Сплита. Кельменди обещали поддержку той стороне, которая выполнит их просьбу. Например, в 1666 году некоторые Кельменди поддержали турок-османов при условии, что они будут освобождены от уплаты дани в течение пяти лет. Некоторые из них также приняли ислам.
В 1651 году они помогли османской армии под командованием Али-паши Ченгича, которая напала на Котор. Османская армия совершила набеги и разрушила многие монастыри в регионе. В 1658 году семь племен Кучи, Васоевичи, Братоножичи, Пипери, Клименти, Хоти и Груда объединились с Венецианской республикой для совместной борьбы с Османской империи.
В 1685 году Сулейман-паша, санджак-бей Скутари, уничтожил отряды гайдуков под командованием Байо Пивлянина, которые поддерживали Венецию в битве на Вртиельки. Говорили, что Сулейману помогали Брдяне (включая Клименти), враждовавшие с черногорскими племенами. Клименти жили за счет грабежа. Больше всего от нападений Клименти пострадали Плав, Гусинье и православное население этих областей . Клименти также совершили набег на район Печа, и они были там настолько сильны, что некоторые деревни и небольшие города платили им дань. В марте 1688 года Сулейман-паша напал на племя Кучи. Племя Кучи с помощью Клименти и Пипери дважды уничтожили армию Сулеймана, захватили город Медун и получили в свои руки большое количество оружия и снаряжения. В 1692 году Сулейман-паша разбил черногорцев при Цетинье, снова с помощью брдянов.
В 1689 году Кельменди добровольно вступили в императорскую армию Священной Римской Империи во время Косовской кампании. Первоначально они служили Сулейману, но после переговоров с венецианским чиновником покинули ряды османской империи. В октябре 1689 года Арсений III Черноевич вступил в союз с Габсбургами, получив титул герцога. В ноябре он встретился с Сильвио Пикколомини и взял под своё начало большое войско из сербов, включая некоторых Клименти.
В 1700 году паша Печа Худаверди Махмут Беголли решил принять меры против продолжающихся нападений кельменди на Западное Косово. С помощью других горных племен он сумел блокировать Кельменди на их родине, в ущелье верхней реки Джем, с трех сторон и двинулся на них со своей армией из Гусинье, в 1702 году, истощив их голодом, он вынудил большинство из них перебраться на Пештерское плато. Только жителям Сельце разрешалось оставаться в своих домах. Их вождь принял ислам и обещал обратить в него своих соплеменников. Тогда в районе Пештера было переселено 251 семейство Кельменди (1987 человек). Другие были переселены в Гнилане в Косово. Однако пять лет спустя изгнанные кельменди сумели пробиться обратно на родину, и в 1711 году они послали большой рейдовый отряд, чтобы вернуть ещё несколько человек из Пештера.
В XVIII веке племена Хоти и Кельменди помогали Кучи и Васоевичам в военных действиях против турок-османов. После этой неудачной войны часть Клименти бежала из своих земель. После поражения в 1737 году, при архиепископе Арсении IV Йовановиче Шакабенте, значительное число сербов и кельменди отступило на север, на территорию Габсбургов. Около 1600 из них поселились в деревнях Никинчи и Хртковцы, где впоследствии приняли хорватскую идентичность.

### Современность

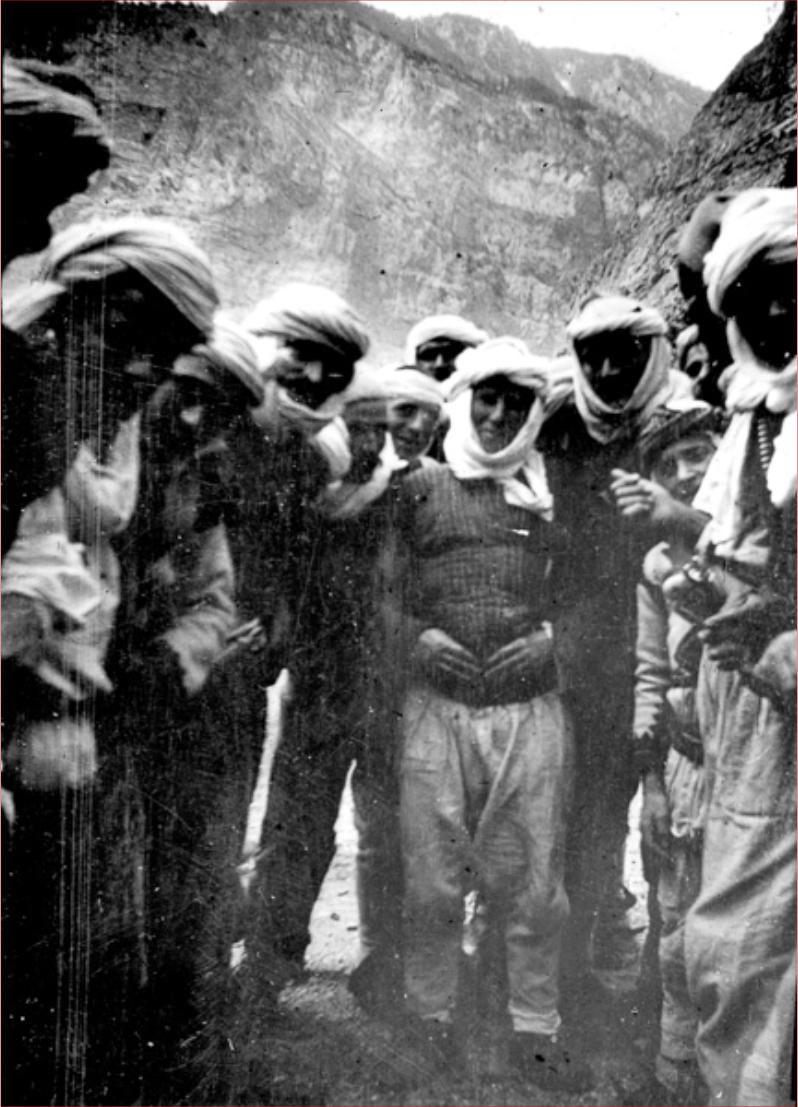
Молодая албанская клятвенная девственница среди мужчин в Сельце, 1908 год

Во время Албанского восстания 1911 года 23 июня албанские соплеменники и другие революционеры собрались в Черногории и составили меморандум в Грече, требующий албанских социально-политических и языковых прав, причём три из подписавших его были из кельменди. В ходе последующих переговоров с османами албанцам была дарована амнистия с обещаниями правительства построить одну-две начальные школы в нахии Кельменди и выплачивать им жалованье учителей.
26 мая 1913 года 130 лидеров племен Груда, Хоти, Кельменди, Кастрати и Шкрели направили Сесилу Берни в Шкодер петицию против включения их территорий в состав Черногории. Барон Франц Нопча в 1920 году называет Клименти первым из албанских кланов, наиболее часто упоминаемым из всех.
К концу Второй Мировой войны албанские коммунисты направили свою армию в Северную Албанию, чтобы уничтожить своих соперников, националистические силы. Коммунистические силы встретили открытое сопротивление в Никай-Мертуре, Дукаджине и Кельменде, которые были настроены антикоммунистически. В районе Кельменд националистов возглавлял Прек Цали. 15 января 1945 года на Тамарском мосту произошло сражение между албанской 1-й бригадой и националистическими силами. Коммунистические силы потеряли 52 солдата, в то время как в ответ на их действия около 150 человек в Кельменде были зверски убиты. Их лидер Прек Цали был казнен.
Это событие стало отправной точкой для других драм, происходивших во времена диктатуры Энвера Ходжи. Классовая борьба была строго применена, человеческая свобода и права человека были отрицаемы, Кельменд был изолирован как границей, так и отсутствием дорог в течение других 20 лет, сельскохозяйственный кооператив привел к экономической отсталости, жизнь стала физическим взрывом и т. д. Многие Кельменди бежали, некоторые погибли от пуль и заверзли от холода, пытаясь пересечь границу.

## Известные люди Кельменди

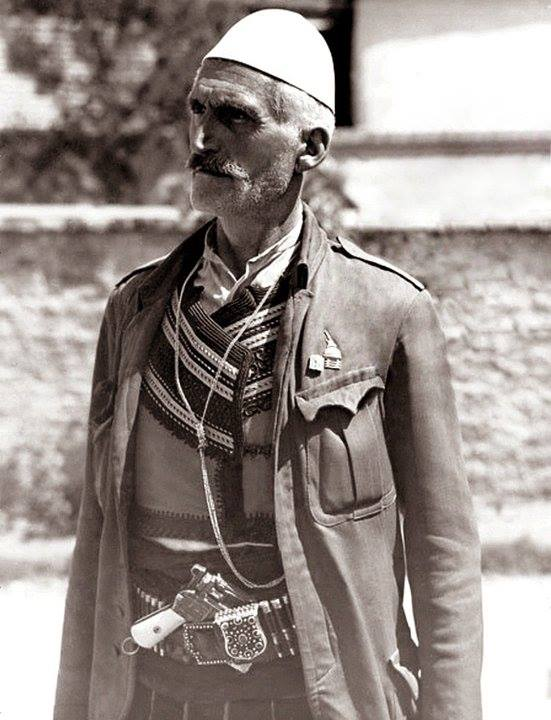
Лидер кельменди Прек Цали (1872–1945)

- Кельмендский вождь Прек Цали (1872—1945).
- Нора Кельменди (XVII век), легендарная женщина-воин.
- Али Кельменди (1900—1939), албанский коммунист
- Ибрагим Ругова (1944—2006), бывший президент Косово.
- Майлинда Кельменди (род. 1991), косовская дзюдоистка.
- Етон Кельменди (род. 1978), косовский писатель.
- Садри Джонбалай (род. 1966), американский футболист черногорского происхождения.
- Байрам Кельменди (1937—1999), Косовский юрист и правозащитник.
- Азиз Кельменди (род. 1967), югославский солдат и массовый убийца.
- Фатон Бислими (род. 1983), албанский активист.